# Кременецьке Богоявленське братство

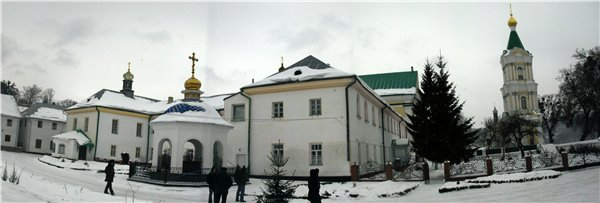
Богоявленський монастир у Кременці

Кременецьке Богоявленське братство (повна назва Кременецьке Богоявленське Свято-Миколаївське братство) — національно-релігійна громадська організація православних українських шляхтичів та міщан Кременця у XVII—XIX століттях.

## Перший період

### Заснування
Ініціаторами створення братства у Кременці були шляхтичі: волинський хорунжий Даниїл Єло-Малинський, волинський чашник Лаврентій Древинський; також єпископ луцький Атанасій Пузина. 18 березня 1633 року було видано королем Сігізмундом III Вазою привілей. При заснуванні братство носило назву «Богоявленське» з огляду на те, що було започатковано разом з Богоявленським монастирем у місті.
У 1636 році митрополит Петро Могила підтвердив заснування братства та дозволив відкрити школу за зразком Київського колегіуму. Після цього фундатори засновують школу «для обучения деток», богадільню (лікарню, «шпиталь») і друкарню. Школа при Богоявленському братстві мала назву Братської школи.
Відомості про Кременецьку лікарню, яка була заснована за сприянням кременецьких братчиків, знаходимо у грамоті Лаврентія Древинського, де йдеться про заповіти засновника: «… а до шпитали местного Кременецкого русского по мерце жита, змоливиши у своем млине, и по пети золотых польских по вечные годы и сам, а по мне потомки мои давати повинни будемо».
При Кременецькому монастирі поряд з братством була зведена богадільня. «Призревалось там 10 человек бесприютных старцев и стариц; при них две прислуги — сторож и кухарка. Итого в богадельне 12 человек».

### Діяльність
Про історію існування братства цього періоду збереглося дуже мало інформації, значна частина архівних документів була знищена під час пожежі в місті Кременці. Відомо, що братство вело господарчу діяльність і збирало «добровольные пожертвования», оскільки 20 лютого 1668 року на прохання братчиків була видана «Сборная книга для сбора доброохотных пожертвований».
З книг, що випустила братська друкарня найбільш відомою є «Граматика, или письменница языка словенского, тщателем и вкратце издано в Кременце», в основі якої була «Граматика» Мелетія Смотрицького. Відмінністю є передмова, де була застосована інша — силабічна — система версифікації. Друкарня працювала до 1638 року. Також було надруковано промову Афанасія Пузини на єпархіальному Соборі, передрук праці Сильвестра Косова «Дидаскалія».
За наказом уряду Речі Посполитої У 1725 році, разом із монастирем православне Богоявленське братство було закрите. Приміщення монастиря були передані для користування католицьким монахам-францісканцям.

## Новий період

### Відновлення
З другої половини XIX ст. розпочинається новий історичний період існування та діяльності братства. У 1880 р. згідно з наказом Священного Синоду було поновлено братство. До його назви було додано «Свято-Миколаївське». Це пояснюється тим, що братство існувало при монастирському храмі св. Миколая Чудотворця, який було побудовано у 1841 році у братському корпусі, в приміщенні василіанської трапезної.
Основним ініціатором відкриття братства у Кременці був Віталій, єпископ Острозький, вікарій Волинської єпархії, управляючий Кременецьким Богоявленським монастирем. Проект статуту Богоявленського Свято-Миколаївського братства був затверджений церковною та світською владою. Після цього, 28 лютого 1880 року, статут було представлено для затвердження «Его Святейшеству Милостивому Государю». Сього оригінал статуту братства зберігається у Державному архіві Тернопільської області.
Згідно з ним, одним із основних завдань роботи братчиків було «попечение о внутреннем и внешнем благоустроении Кременецкого Богоявленского монастыря». Крім головної, духовно-просвітницької місії братства, яка полягала в організації шкіл церковно-приходського типу та забезпеченні «богослужебными книгами и церковными принадлежностями» храмів єпархії, до основних функцій братства входило: «Оказание материальной помощи бедным людям: а) через выдачу единовременных пособий; б) через содержание в городе Кременце богадельни для бесприютных стариков и стариц; в) через устройство братских трапез для бедняков; г) содержание в Кременце дешевой народной чайной-читальни с библиотекой при ней религиозного общеобразовательного характера» та інше.
У 1890 році, згідно зі Статутом, головою та покровителем братства був Преосвященніший Модест, єпископ Волинський і Житомирський. Поточне управління справами братства належало, Раді братства, до складу якої входило 12 членів: чотири — обов'язкові (три настоятеля церков Кременця, а також намісник або скарбник Богоявленського монастиря) і вісім, що обиралися Загальними зборами з числа дійсних членів братства.
Усі члени братства поділялися на дійсних і прихильників. Перші мали право голосу на Загальних зборах, а другі, в міру своїх можливостей, допомагали в діяльності братства. До почесних членів братства належали відомі ієрархи, землевласники та купці. Їх нараховувалося до 100 осіб.

### Нова діяльність
При братстві також діяла бібліотека, яка постійно поповнювалась періодичними виданнями. Журнал «Кормчий», «Наставление и утешение святой веры», «Почаевский листок» були основними духовними виданнями того часу на Волині, які окрім просвітницько-виховного характеру носили ще і ознайомчо-фактологічний.
На нижньому поверсі будівлі Богоявленського монастиря було розміщено братську церковно-приходську школу. У ній щороку на навчання набирали близько 30 учнів лише чоловічої статі, серед яких були й діти з Чехії. У школі викладали: Закон Божий, російську мову, арифметику, церковнослов'янську грамоту, катехізис, історію Старого й Нового Заповітів, «об'ясняли смысл праздников и постов, годичный цикл богослужений». Учні проходили «богослужебную практику» на монастирських службах. Кременецьке братство вело активну діяльність у створенні церковно-приходських шкіл при інших храмах, де викладачами були місцеві священики або, найчастіше, члени братства.
Діяльність братства припинилася з початком XX століття: або у роки боротьби України за незалежність.